# Marta Segú Rueda
Marta Segú Rueda (Terrassa, 22 de juny de 1995) és una jugadora d'hoquei sobre herba catalana.
Davantera, des de l'estiu de 2013 ha competit al Reial Club de Polo de Barcelona. Amb el club polista ha guanyat dos campionats de Catalunya (2015-16, 2022-23), una Lliga espanyola (2023-24) i dues Copes de la Reina (2015 i 2023). Internacional amb la selecció espanyola absoluta des del 2015, ha aconseguit una medalla de bronze a la Copa del Món (2018) i ha participat a quatre campionats d'Europa (2017, 2019, 2023, 2025), aconseguint una medalla de bronze (2019). També ha participat en els Jocs Olímpics de París 2024, on finalitzà en setena posició.